# 恩誼の紐
『恩誼の紐』（おんぎのひも）は、松本清張の短編小説。『オール讀物』1972年3月号に掲載され、1973年8月に短編集『火神被殺』収録の1編として、文藝春秋より刊行された。 

## あらすじ
九歳の辰太は、祖母のヨシを訪ねるため、崖の下のその家に行っていた。中国地方の言葉で、祖母のことを、ババやんと呼ぶ。祖母はその家で住込みの傭い婆をしていた。ヨシがよその住込み女中をしているのは息子・平吉の放埓のためだった。平吉はヨシの本当の息子ではない。辰太は孫でも血が通ってなかった。が、ヨシは孫を可愛がった。
この家には奥さんとババやんしかいなかった。ババやんは奥さんの使いで外に出ていく。ババやんは可哀想だと辰太は思った。こんな年寄りを使って遊んでいる奥さんが好きでなかった。奥さんは、ババやんがいようといまいと、辰太にはあまり口をきかなかった。母にはいってない内緒ごとが辰太にはあった。父の平吉がババやんに小遣いをせびりにくることである。父親は、ぞろりとした安銘仙の着物を着ていたが、子供の眼にもその絹物はくたびれていた。母は、今から思うと、よくできた女だった。父によく尽した。世話を焼きすぎたともいえる。
ある日、冷たい風が地面を舞う中に、父が立っていた。父は、家の中から聞えてくる三味線に耳を傾け、いま奥さんはひとりか、と訊いた。ついぞ父がそんな質問をしたことがないので、辰太は妙な気がした。三味線のひとり稽古をする奥さんは不眠症だった。父はあたりを見まわすと、玄関ではなく、横手のほうに下駄の音を忍ばせるようにして入って行った。屋根の上には灰色と黒の斑な雲がひろがり、そこから冷たい風が落ちていた。
二週間過ぎたとき、辰太はババやんのところに泊まった。朝、いつも早く起きるはずの奥さんは出てこなかった。睡眠薬を飲んでいる奥さんは、辰太が口の中に雑巾を押し込んだとき、苦しそうにもがいたが、手足には力がなかった。奥さんをそんなふうにする気持は何だったのだろうか。これでやっとババやんがひどい目に遇っている家から、自分の家に戻れるということもあった。母と、奥さんとの比較がどうもあったようである。もう一つ、はっきりした理由があった。父の平吉は、奥さんが殺された晩、その家のまわりをうろついていたのを見た者がある。その人相から知れ、二日あと警察に捕まった。平吉は裁判で証拠不十分による理由で無罪になった。金に困ってその家に入るため、その晩徘徊していたことは認めたが、裏口からは侵入したが奥に入る決心がつかずに引き返したといった。これこそ、辰太が奥さんをああいうことにした考えの一つだった。九つの子供の犯行とはだれも思わなかった。
祖母は、奥さんのことは一口もいわなかった。三年間もそこに働いていたのだから、何か昔の思い出話に洩らしそうなものだったが、ほかのことはいっても奥さんのことは何も言葉にしなかった。祖母は老衰で死んだ。辰太が二十五のときだった。ババやんが寝込んで昏睡状態になる五、六日前、みとっている辰太のほうをむいてかすれた声を出した。「辰太や、わしが死んでも、あの世からお前を守ってやるけんのう」「辰太や、お前を守ってやるけに。。もう、悪いことはするなや」辰太は死相の浮んでいる盲目の老婆を見つめた。- ババやんは、知っていた。

## エピソード
- 著者は「わたしの幼年時代の想い出がこのフィクションに入っている。『半生の記』(1966年10月刊)、『骨壺の風景』(1980年2月発表)などにその背景となる一部を自伝的に書いている」と述べている[1]。
- 北九州市立松本清張記念館学芸担当主任の中川里志は、『骨壺の風景』での記述と比較しながら、「表通り」[2]を園田町の坂道（田中町から壇之浦町に通じている市道）、「道中の真ん中あたりのところ」[2]にある市場を奥小路市場、「大きな醤油屋」[2]を下関の醤油醸造業者の大津屋に比定している。祖母ヨシの奉公する家については「ずいぶん大きな家」「珍しい駄菓子」をくれたとあるが、これはヨシと辰太の貧しさ、雇用主との格差を強調するために加えられた創作（虚構）であり「後の殺人事件の伏線となっている」と述べている[3]。